# Serpula vittata
Serpula vittata är en ringmaskart som beskrevs av Augener 1914. Serpula vittata ingår i släktet Serpula och familjen Serpulidae. Inga underarter finns listade i Catalogue of Life.